# Johanna Jaara Åstrand
Brita Johanna Jaara Åstrand, ursprungligen Åstrand, född 27 januari 1974 i Umeå landsförsamling, Västerbottens län, är en svensk grundskollärare och förbundsordförande i Lärarförbundet, och därefter i Sveriges Lärare. 

## Lärarkarriär
Johanna Jaara Åstrand har varit lärare i grundskolan sedan 1996 och framför allt arbetat i årskurs 4–6. Hon tog lärarexamen vid Umeå universitet 1996 som 1–7-lärare i svenska och samhällsorienterande ämnen. Därutöver har hon gått en magisterutbildning i professionsutveckling och ledarskap samt läst forskningsmetodik. Hon har också varit timanställd lärarutbildare vid Mittuniversitetet och arbetat som utvecklingsledare på Örnsköldsviks kommun. 

## Fackliga uppdrag
Jaara Åstrand blev aktiv i Örnsköldsviks lokalavdelning av Lärarförbundet och var lokalt förtroendevald 1999–2014. Hon invaldes i Lärarförbundets nationella råd för kompetens och utveckling 2001 och i förbundsstyrelsen 2004, då som yngsta styrelseledamot i förbundets historia. Under åren 2014–2022 var hon ordförande i Lärarförbundet.. I det sammanslagna och nybildade fackförbundet Sveriges Lärare blev hon ordförande för perioden 1 januari–31 juli 2023.
Jaara Åstrand har uppmärksammat lärarbristen och skolans bristande likvärdighet.

## Andra uppdrag
- Styrelseledamot för den internationella lärarorganisationen[10]
- Representant i Skolkommissionen 2015–2017
- Ordförande i Nordiska lärarorganisationernas samråd[11]
- Styrelseledamot i TCO
- Styrelseledamot i Offentliganställdas förhandlingsråd[12]
- Styrelseledamot i Svenska Lärarförsäkringar AB